# Ula mollissima
Ula mollissima är en tvåvingeart som beskrevs av Alexander Henry Haliday 1833. Ula mollissima ingår i släktet Ula och familjen hårögonharkrankar. Arten är reproducerande i Sverige. Inga underarter finns listade i Catalogue of Life.